# Biblioteca del Museo Arqueológico de Asturias
La biblioteca del Museo Arqueológico de Asturias es el centro de documentación del museo. Se ocupa de los servicios de atención para el estudio y la investigación de la prehistoria y arqueología en Asturias y para ello cuenta con bibliografía y documentación histórica y actual sobre el cultural asturiano Archivado el 24 de julio de 2013 en Wayback Machine..
Conserva un fondo especializado en prehistoria y arqueología en relación con las colecciones del museo. Por su contenido, tiene especial interés para estudiantes, profesionales, arqueólogos, investigadores e interesados por la historia. Dispone de un catálogo de fondos automatizado y sala de lectura.
La Biblioteca del Museo Arqueológico de Asturias ha sido desde sus orígenes una pieza clave para el museo, que desde mediados del siglo XIX hasta hoy, ha experimentado una profunda transformación, una renovación interna que tiene su reflejo tanto en la gestión de sus colecciones como en la gestión de la información.

## Objetivos
Los objetivos fundamentales que persigue son:
- Potenciar al museo.
- Reunir, ordenar, clasificar, catalogar y registrar en un sistema de gestión y difundir toda la información que pueda tener interés para el estudio, análisis e investigación de los bienes depositados en el museo.
- Conservar y preservar sus colecciones documentales.
- Integrar en el área de documentación sus archivos y su biblioteca que constituyen el principal eje de las fuentes de información del museo.
- Difundir dichos fondos para su puesta en valor, mediante publicaciones y sobre todo en web.
- Establecer relaciones de cooperación y colaboración con otras instituciones.

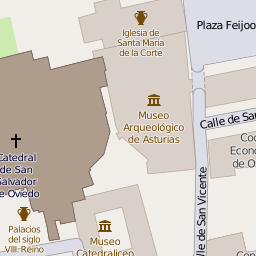

- Actualizar, mediante el uso de las tecnologías, los servicios que ofrece a los usuarios mediante la web

## Historia
La biblioteca del Museo Arqueológico de Asturias nace con la Comisión Provincial de Monumentos, organismo creado por real Orden del 24 de julio de 1844. Tras la desamortización de los bienes eclesiásticos en 1836, era preciso organizar un sistema público con el fin de proteger los edificios y objetos de arte que habían pasado a ser propiedad del Estado. Tenía por objeto garantizar la conservación del patrimonio cultural, reunir datos de los edificios, monumentos y antigüedades dignos de conservarse, y de libros, documentos, cuadros, estatuas, medallas, etc.
Para conocer la vida de la biblioteca, hemos de seguir la vida del museo marcadas por sucesivas sedes y acontecimientos. 
1.  	La Biblioteca en tiempos del MUSEO DE LA COMISIÓN (1844-1878).  La primera colección fue reunida hace 150 años y se inicia como una biblioteca auxiliar. Se ocupan de ella, el bibliotecario de la Universidad de Oviedo Manuel de Prado y Tovía, nombrado en 1854 y posteriormente Aquilino Suárez Bárcena. En 1868, se destina, como primer local para albergar la colección del museo y la biblioteca,  la Capilla de la Tercera Orden  del Convento de San Francisco de Oviedo cuya reforma e instalación se prolongó durante siete años.
2.  	La Biblioteca en tiempos del MUSEO DE ANTIGÜEDADES (1878-1918). El 21 de septiembre de 1878, día de San Mateo, se inaugura el museo con una sencilla instalación,  en total un espacio de 124 m². La Biblioteca es un foco de atención dentro del museo, como dice Fermin Canella Secades en 1882 : “se ha enriquecido bastante en estos últimos años, con libros de historia, arqueología, bellas artes, etc, entre estas la notabilísima publicación de Monumentos Arquitectónicos de España y una sección especial de obras, folletos y papeles históricos asturianos”.

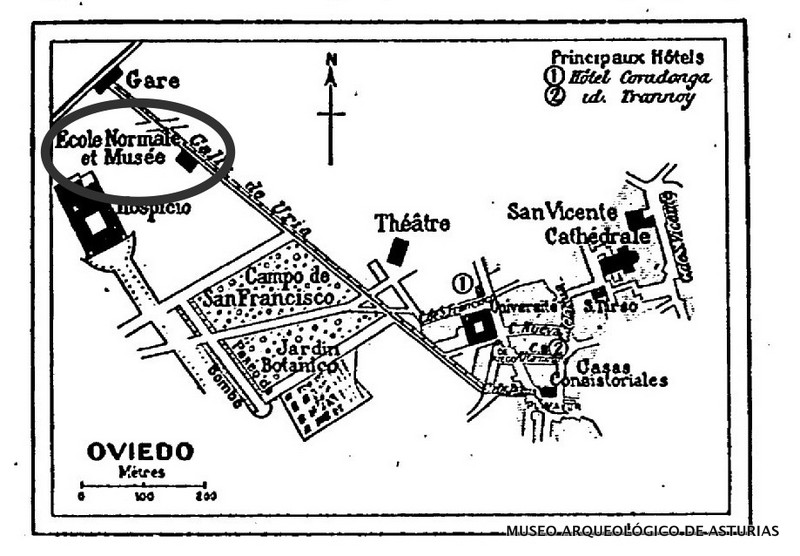
Plano de Oviedo con la situación de Escuelas Normales y Museo en 1908

De esta sede se traslada en 1889 a las Escuelas Normales, en un espacio de 215 m², formado por un patio y dos estancias una destinada a archivo y biblioteca y otra a salón de sesiones. En 1902 la biblioteca se abre al público y al préstamo, se convierte en biblioteca circulante. Pero las Escuelas Normales necesitaban más espacio y de nuevo se traslada.
3.  La Biblioteca en tiempos del MUSEO PROVINCIAL (1918-1951). El local asignado en 1918 era provisional, se trataba del piso bajo de la casa del deán Benigno Rodríguez Pajares, en la plazuela de la Corrada del Obispo. A partir de este momento la biblioteca, el archivo y la colección de piezas del museo permanecieron con acceso restringido; esta situación poco visible para el público,  propició el que no sufriera daño extremo por los violentos ataques durante la Revolución de octubre de 1934 y la Guerra Civil. En 1939, la Diputación se hace cargo de la reconstrucción y restauración del edificio del Monasterio Benedictino de San Vicente, sede definitiva del Museo,  siendo encargado de la obra, el arquitecto Luis Menéndez-Pidal.

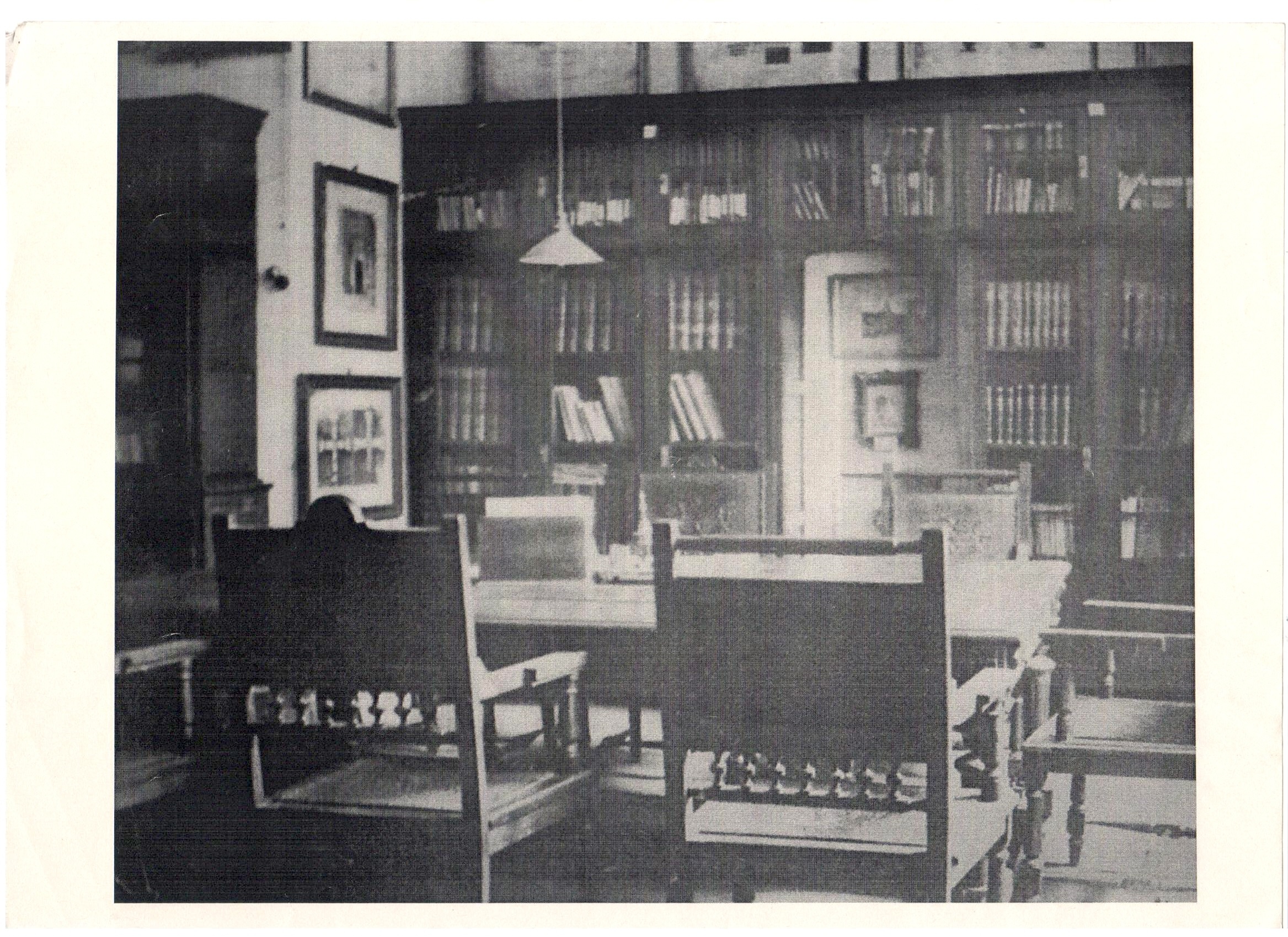

4.  La Biblioteca en tiempos del MUSEO ARQUEOLÓGICO PROVINCIAL (1952-2003).  El Día de San Mateo de 1952 se inaugura el museo. En este nuevo escenario, la biblioteca ocupa un lugar importante como requiere la institución. El control sobre la biblioteca es función del director, como la gestión de la colección del museo. Además de los fondos adquiridos, la biblioteca inicia una nueva etapa de ingresos de fondos bibliográficos. Con esta nueva etapa se establecen relaciones con entidades nacionales y extranjeras para el intercambio de boletines y publicaciones especializadas. En 1972 desaparece la comisión y sus funciones son integradas por la Diputación. Las competencias del Museo Provincial, son transferidas en 1991 al Gobierno del Principado de Asturias.

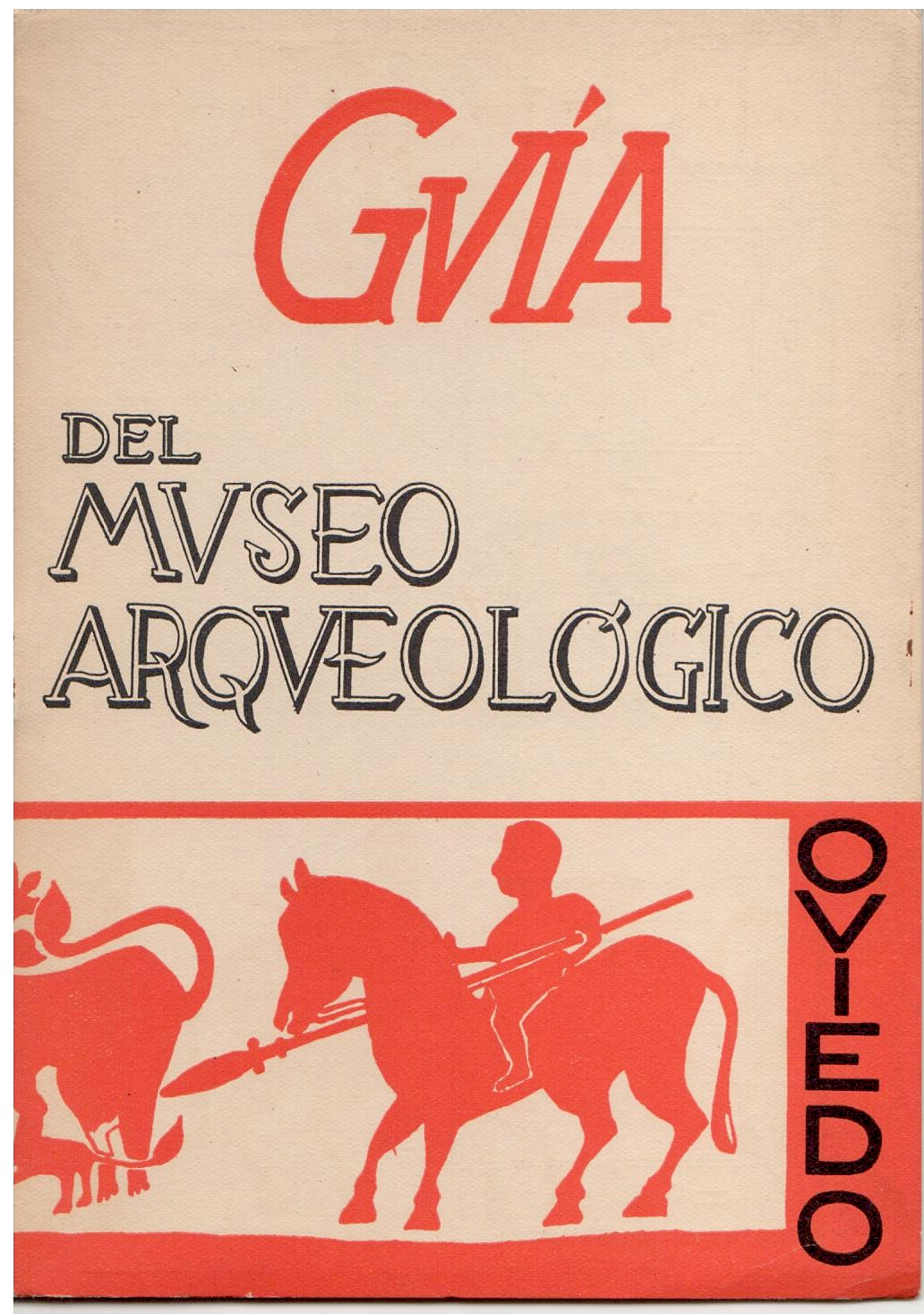

5. La Biblioteca en tiempos del MUSEO ARQUEOLÓGICO DE ASTURIAS. (2011-). Después de 8 años de cierre y de trabajo interno, el 21 de marzo de 2011, el Museo Arqueológico de Asturias se reabre al público en su sede histórica, rehabilitada y ampliada con un edificio de nueva planta. El museo, además, se dota de una moderna exposición permanente y de un conjunto de equipamientos públicos e internos que permitirán el adecuado funcionamiento de la institución. Con la renovación del museo podríamos decir que la biblioteca se incorpora a la modernidad. La biblioteca se abre al público, sus catálogos son accesibles en la red y sus fondos históricos han comenzado a digitalizarse.

## Espacio Físico

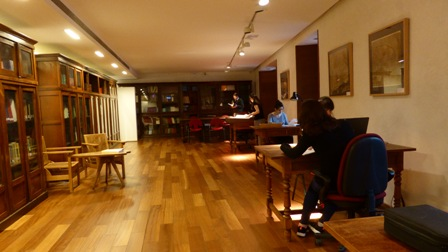
Vista de la Biblioteca del Museo.

Situada en la entreplanta del primer piso, ocupa 250 metros cuadrados. El acceso a la biblioteca se realiza a través de la escalera antigua del Monasterio. El espacio se distribuye en dos grandes áreas: una de consulta y otra de depósito. La sala de consulta cuenta con siete puestos de lectura, en los que los usuarios consultar los fondos de la colección bibliográfica y de archivo. Se dispone de acceso a internet y un ordenador personal para necesidades de impresión reprográfica. Este espacio se completa además con una zona de trabajo del personal de la biblioteca. 
La biblioteca es de libre acceso y ofrece el servicio de consulta en sala dentro de un horario de atención de lunes a viernes. Se resuelve así el problema, mantenido durante muchos años, de restringir el acceso al público mayoritario. Como espacio, la biblioteca es lugar polivalente donde no hay inconveniente en celebrar reuniones o talleres didácticos.

## Colección

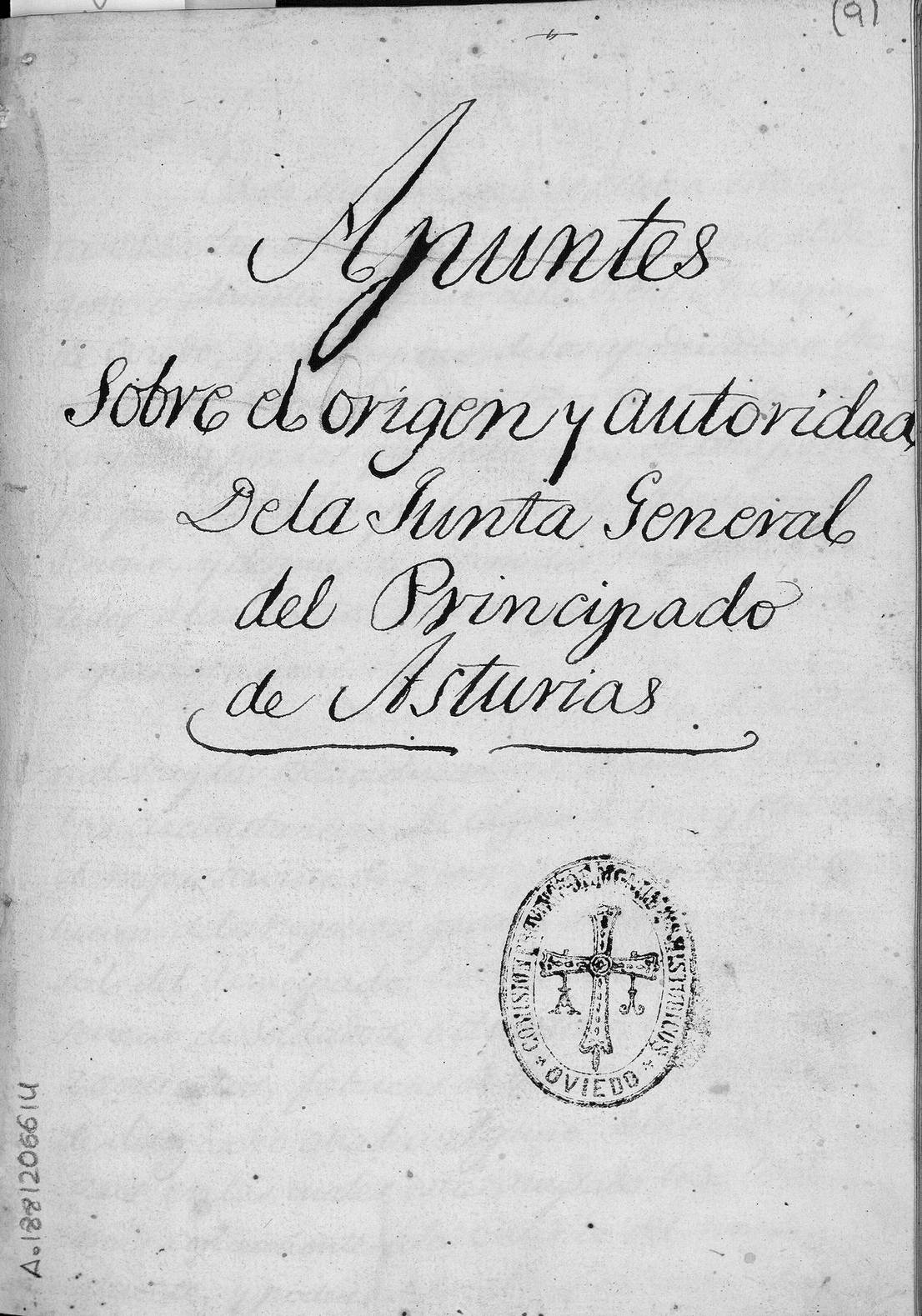
Ejemplar de la biblioteca

Es una biblioteca especializada en arqueología, prehistoria, historia antigua e historia medieval con especial referencia a Asturias. Su catálogo está integrado en el Catálogo Colectivo de la Red de Bibliotecas de Asturias y su consulta se puede hacer a través de Catálogo Colectivo de las Bibliotecas de Asturias Archivado el 3 de marzo de 2016 en Wayback Machine..La colección bibliográfica posee una gran amplitud cronológica, que va desde 1650 a la actualidad. La tipología documental es variada y aunque el peso lo forman monografías y revistas, también cuenta con material cartográfico, imágenes, soportes audiovisuales, dibujos, láminas, grabados, carteles y manuscritos. La cobertura lingüística principal es el español pero destacan lengua inglesa, francesa e italiana. Está formada por 15.000 volúmenes. La colección bibliográfica se agrupa en varios apartados individualizados por su temática, tipología o procedencia.

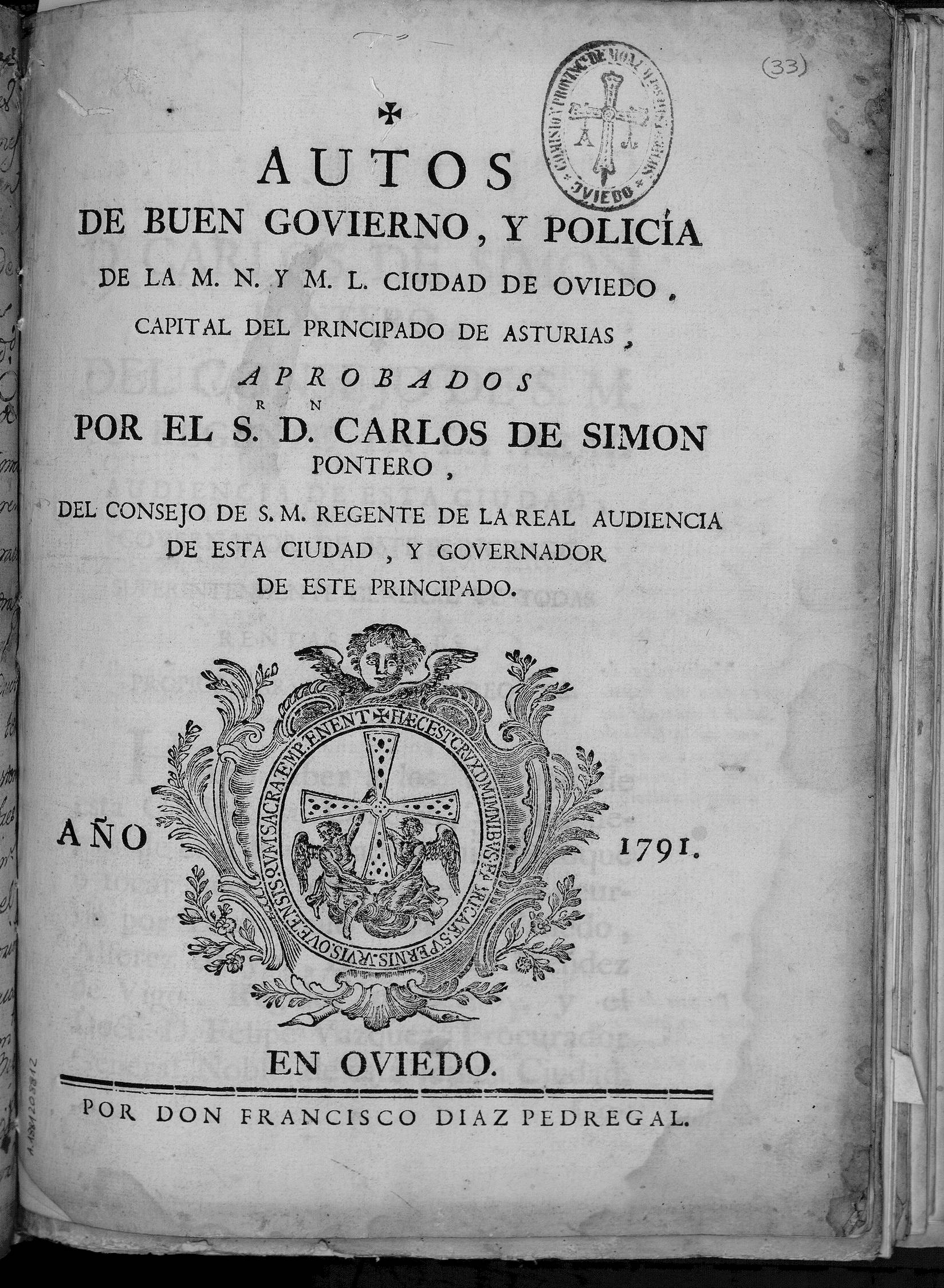
Ejemplar de la biblioteca

- Ejemplar de la bibliotecaFONDO HISTÓRICO o BIBLIOTECA de la CPMHA. Constituye una sección propia, y se conoce como la Biblioteca de la Comisión. Está formada por cerca de 3.500 registros, reunidos desde 1844 a 1952 que responden a los intereses de la institución, en una época determinada y por quienes estuvieron al frente de sus compras y adquisiciones (Ciriaco Miguel Vigil, Fermín Canella, Fortunato de Selgas, Rafael Altamira, etc). Predominan las siguientes materias: epigrafía, numismática, antigüedades, arqueología clásica, historia del arte, medallas, marfiles, bellas artes, antigüedades, asuntos de temas asturianos, etc. La mayoría fueron impresos entre 1870 y 1930 y su procedencia es muy diversa. Ingresaron por compra, por donación de su autor o poseedor y por intercambio entre las instituciones de historia, de estudios locales o de museos provinciales. Hay ediciones francesas de enciclopedias de arte, de arte clásico, de antigüedades, ediciones sobre las primeras excavaciones arqueológicas en el siglo XIX, las obras principales del siglo XIX en materia de prehistoria y arqueología. Conserva una obra extraordinaria:  Monumentos Arquitectónicos de España, considerada el proyecto más ambicioso desde el punto de vista bibliográfico de los acometidos en España. Esta obra fue impresa para estudiar y difundir el patrimonio artístico de todo el país, y entre él, el asturiano. Publicada bajo la dirección de una comisión especial creada por el Ministerio de Fomento, entre 1856 y 1881, en su parte gráfica se emplearon con gran precisión las técnicas del grabado calcográfico, la litografía y la cromolitografía. También destacan ediciones facticias que reúnen documentos y folletos muy variados agrupados por temas de interés: Temas de Asturias, Escritos políticos, Historia, etc. Hay documentos de interés escritos en lengua asturiana que permitieron profundizar en el estudio de esta lengua: hojas sueltas, poemas y manuscritos. Y también textos manuscritos,  discursos, sermones, cartas, y documentación histórica. Otros materiales curiosos que integran la colección de la biblioteca son materiales efímeros y difícil de conseguir como folletos, publicaciones de pequeño formato, carteles, hojas sueltas, etc.[3]

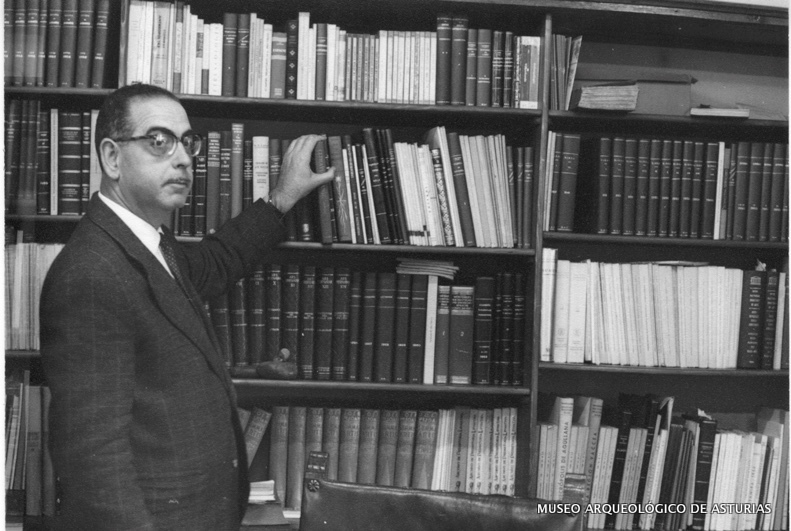
Francisco Jordá Cerdá, director del museo.

- Francisco Jordá Cerdá, director del museo.FONDO GENERAL. El fondo general de la biblioteca está formado por monografías y obras de referencia. Son unos 9.000 volúmenes que abarcan todas las áreas de conocimiento aunque la historia y el arte son las más representadas, en particular referidos a Asturias. Las tipologías son variadas: manuales, memorias de excavaciones arqueológicas, catálogos de exposiciones, de museos, actas de congresos, tesis, tesinas, homenajes, etc. El Museo Arqueológico de Asturias tiene la función, conferida por la Ley 1/2001 de Patrimonio Cultural (enlace roto disponible en Internet Archive; véase el historial, la primera versión y la última)., de salvaguardar todos los restos y objetos arqueológicos que son exhumados en las excavaciones que se realizan en el Principado de Asturias. También tiene la obligación de llevar a cabo el fomento de la investigación y la promoción de la arqueología asturiana. En relación con esta función, en la colección abundan las Memorias de Excavación y los estudios monográficos de yacimientos arqueológicos que atraen muchas peticiones de consulta de los usuarios. Desde los años 80, el incremento de la arqueología de gestión y de los proyectos y planes arqueológicos, así como las intervenciones de conservación y restauración de monumentos en todo el país, propiciaron un gran desarrollo de publicaciones que recogen dichos planes y memorias. Los servicios de Patrimonio Cultural de cada comunidad autónoma elaboran y editan publicaciones y boletines con esta información pormenorizada para su difusión ya que el resultado de muchos yacimientos arqueológicos necesita años de campañas de excavación.

- PUBLICACIONES PERIÓDICAS. Cuenta con una importante colección formada por de 152 títulos en permanente crecimiento. Gran parte del fondo ingresa gracias a los acuerdos de intercambio, con más de 70 instituciones españolas y extranjeras. Algunas son anteriores a 1900, como el Boletín de la Academia de la Historia, Boletín de la Sociedad Española de Excursiones : Arte, Arqueología, Historia o Boletín de la Real Academia de San Fernando Archivado el 20 de abril de 2019 en Wayback Machine., La ilustración Gallega y Asturiana,  Revista de Archivos, Bibliotecas y Museos, etc. Durante los primeros 30 años del siglo XX los títulos más frecuentes son, entre otras, Revue de synthèse historique, Junta Superior de Excavaciones y Antigüedades, Museum : revista mensual de arte español antiguo y moderno y de la vida artística contemporánea. A partir de 1944 hay una fuerte preocupación de mantener vivas las colecciones e ir adquiriendo nuevos títulos, ingresan por compra y también comienzan a ingresar revistas por donación, de instituciones con las que se han establecido acuerdos de intercambio, garantizando así su continuidad. Boletín Histórico Artístico de Lugo, Acta Arqueológica Hispánica, Anales del Museo del Pueblo Español, Archivo Español de Arqueología, Noticiario Arqueológico Hispánico etc. Sin embargo, en los últimos años, la crisis económica afectó mucho a las partidas presupuestarias para las ediciones en papel así que desde hace unos 3 o 4 años cada vez es más frecuente la consulta de la revista en soporte digital a través de la página web de las instituciones

- OTROS MATERIALES. En la biblioteca también está depositado el Archivo de CPMHA Archivado el 9 de agosto de 2019 en Wayback Machine. con documentación desde 1840 hasta y que ocupa 30 archivadores. Además de fotografías antiguas, dibujos, diplomas, grabados, láminas, periódicos locales, etc. El archivo de imágenes modernas del museo que alberga una colección aproximada de 5.000 fotografías de piezas y materiales arqueológicos

## Usuarios

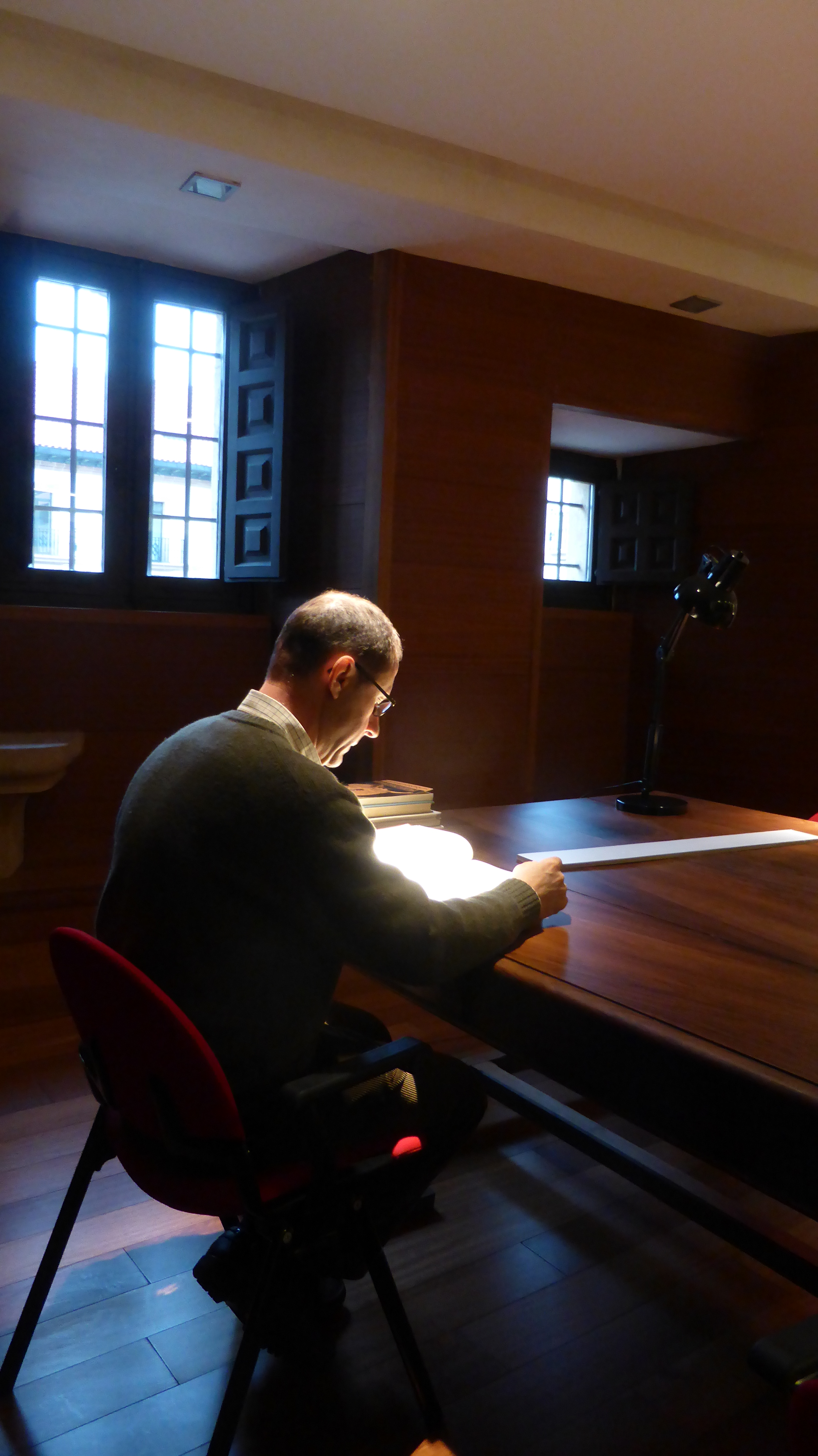
En el Museo Arqueológico consultando bibliografía

La biblioteca del Museo Arqueológico de Asturias está dedicada a estos usuarios: 
- Personal del propio museo.
- Estudiantes de Historia del Arte, de Historia, de museología.
- Informadores culturales y guías turísticos.
- Profesores universitarios.
- Arqueólogos e historiadores que colaboran con el museo en distintas actividades.
- Investigadores.
- Usuarios interesados por la historia local.
- Otras instituciones que demandan la información para alguno de sus usuarios.
- Técnicos externos que organizan exposiciones sobre un determinado tiempo y territorio.

## Servicios
La biblioteca del Museo Arqueológico difiere mucho de la que era hace unos años y no precisamente por su fondo bibliográfico sino por el servicio que presta, ha pasado a convertirse en espacios dinámicos al servicio de la comunidad investigadora. De la misma manera que los museos hace tiempo que dejaron de ser instituciones que acumulan y clasifican objetos, las bibliotecas también han dejado de ser almacenes de libros de uso exclusivo de los conservadores.